# Švedas
Švedas ist ein litauischer männlicher Familienname. Er bedeutet Schwede.

## Weibliche Formen
- Švedaitė (ledig)
- Švedienė (verheiratet)

## Namensträger
- Gintaras Švedas (* 1964), Strafrechtler, Professor, Vizeminister
- Jonas Švedas (1908–1971), Chormeister und Komponist
- Romas Švedas (* 1970), Jurist und Diplomat,  Vizeminister
- Vladislavas Švedas (* 1944), sowjetischer KPdSU-Funktionär, Mitorganisator der Januarereignisse in Litauen 1991